# Alture di Mosca
Le alture di Mosca (in russo Московская возвышенность?, Moskovskaja vozvyšennost') sono una zona di bassi rilievi collinari situati nella Russia europea centrale (oblast' di Mosca e di Vladimir). Fanno parte dell'altopiano di Smolensk-Mosca.

## Descrizione
Si estendono dalle sorgenti dei fiumi Moscova e Vorja fino alle sorgenti del fiume Kolokša. Di origine morenica, si allungano in un ampio arco che circonda a nord il bacino di Mosca. Rappresentano la parte orientale dell'altopiano di Smolensk-Mosca; comprendono la fascia delle alture di Klin e Dmitrov (a nord) e l'altopiano di Vladimir Opol'e. Culminano ad una quota di 310 metri, punto che si trova nell'area del villaggio di Šapkino, nel distretto Možajskij, ed è conosciuto con il nome di Zamri-gora (55°29′20″N 35°29′25″E).
Il rilievo è di tipo erosivo-morenico. È ricoperto da boschi misti (le principali specie arboree sono l'abete rosso, la betulla e il pioppo tremulo).
Fra le numerose città della zona, le più importanti sono Solnečnogorsk, Dmitrov, Sergiev Posad.